# 輕艇水球
輕艇水球（英語：Canoe polo）是一項由兩隊對壘的球類運動，每隊派出五名球員作賽。用特定的輕艇在一指定的場地上比賽，以爭取在對方的球門入球為目標。每場比賽中，勝方為入球最多的一隊。

## 簡介
比賽每隊5名球員，一般有室內標準泳池或20米乘40米的室外「球場」舉行。攔截對手時可以把對方的輕艇推翻，球員可以運球，但持球不得超過5秒；而槳不僅用來划船，還可以停球、運球和搶截球。
這項運動於1974年引入香港。

## 比賽場區
- 比賽場區須為長方形，長度35米及闊度23米。比賽場區邊緣盡可能有最少一米闊無阻礙之池水圍繞。
- 全場水深最少應為90厘米及無水流。
- 場區上空須有最少3米的無阻空間，而上蓋不少於5米高。
- 場區兩邊須各有一條無阻礙通路供裁判使用。

## 球員人數
- 任何一場比賽，每隊最多不得超過八名球員。而同一時間內，在場區內比賽的球員不得多於五名，而其他球員被視為後備。開賽時每隊必須有五名球員於己方底線上準備。在比賽途中，如某隊伍比賽球員縮減至兩名時，裁判應中止賽事及向賽事委員會報告，以決定執行何種適當行動。

## 球例

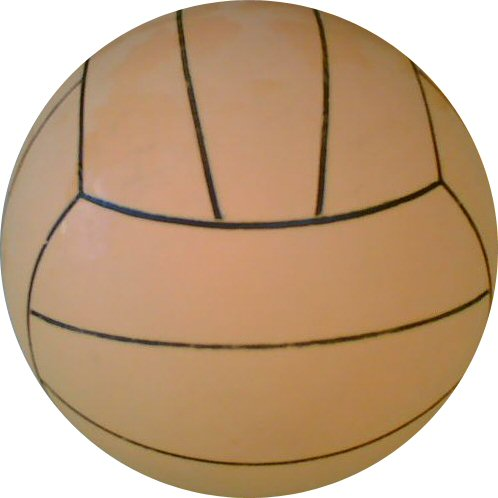
輕艇水球標準10 比赛用球

### 入球
整個水球必須穿過對方的龍門框平面，如龍門框並非穩固及搖擺，水球必須完全穿過龍門框。
如水球經守方或後備球員以槳從龍門框後將球擋出，亦當入球論。

### 球員覆舟
任可球員一經覆舟及離開其艇隻，便不能繼續參與賽事；並須儘快攜同所有個人裝備離開場區。若因上述原因離場之球員欲重回場中比賽，必須符合進入比賽場區規例。任何人皆禁止進入比賽場區中協助覆舟球員，亦不可在協助該球員時妨礙裁判執法。比賽時，任何一隊若獲得外界的非法協助，或因外界協助而得以干擾對方，則由裁判酌情判決處罰。

### 防守
最接近龍門框之下，並可用槳防守之球員被視為守門員。守門員的身軀必須面向比賽場區及保持在底線中央的一米範圍內。當多於一位防守球員於龍門框之下時，此時最直接接近龍門框之下之球員視為守門員。

### 處罰
- 六米罰球（足球的12碼）
- 紅牌離場
- 黃牌離場兩分鐘
- 綠牌警告
- 全隊警告

## 外部連結
- Canoe Polo International （页面存档备份，存于）
- ICF Polo Committee （页面存档备份，存于）
- CanoePolo.com （页面存档备份，存于）, a canoe polo forum
- CanoePolo.org （页面存档备份，存于）, a wiki for canoe polo
- Clydes Polo Page （页面存档备份，存于）, long-lived popular website dealing with all aspects of International and UK canoe polo
- BCU Canoe Polo Committee （页面存档备份，存于）, The British Canoe Union Canoe Polo Committee's website
- sportpicsuk.com polo pictures  （页面存档备份，存于）, High Quality Photographs of Canoe Polo
- Enigma Association, Canoe Polo Team